# Cardamine monteluccii
Cardamine monteluccii är en korsblommig växtart som beskrevs av Brilli-catt. och Gubellini. Cardamine monteluccii ingår i släktet bräsmor, och familjen korsblommiga växter. Inga underarter finns listade i Catalogue of Life.